# كارل ونش
كارل ونش، عالم في فيزياء الأرض، كان أستاذاً لعلوم المحيطات الفيزيائية في معهد ماساتشوستس للتكنولوجيا، حتى استقالته عام 2013. اشتهر بعمله في مجال الموجات الداخلية في بداية حياته المهنية، ومؤخرًا بأبحاثه في تأثيرات التيار المحيطي على المناخ.

## المهنة
حصل ونش على درجة الدكتوراة في فيزياء الأرض من معهد ماساتشوستس للتكنولوجيا عام 1966. بدأ التدريس في هذا المعهد عام 1967 وثبّت في المنصب عام 1970، عيّن أستاذاً لعلوم المحيطات الفيزيائية عام 1976.

## التغير المناخي
كان ونش أحد العلماء الذين أجريت معهم مقابلات في الفيلم الوثائقي المثير للجدل خدعة الاحتباس الحراري العظيمة، لكنه اشتكى من تشويه آرائه بشكل كبير بسبب السياق. 

## تكريمات مختارة
- عضو، الأكاديمية الوطنية للعلوم، 1978[4]
- زميل، الأكاديمية الأمريكية للفنون والعلوم، 1979
- باحث فولبرايت، 1981-1982
- ميدالية موريس أوينغ، الاتحاد الجيوفيزيائي الأمريكي وبحرية الولايات المتحدة، 1990
- جائزة هنري ستوميل للأبحاث، جمعية الأرصاد الجوية الأمريكية، 2000
- عضو أجنبي في الجمعية الملكية، 2002[5]
- عضو الجمعية الأمريكية للفلسفة، 2003[6]
- ميدالية وليام بووي، الاتحاد الجيوفيزيائي الأمريكي، 2006

## منشورات مختارة
- Carl Wunsch, Discrete Inverse and State Estimation Problems, 2006. (ردمك 0-521-85424-5)
- Carl Wunsch, The Ocean Circulation Inverse Problem, 1996. (ردمك 0-521-48090-6)
- والتر مونك, Peter Worcester, and Carl Wunsch, Ocean Acoustic Tomography, Cambridge University Press, 1995. (ردمك 0-521-47095-1)

## وصلات مواقع خارجية
- الصفحة الرسمية
- السيرة الذاتية

قالب:FRS 2002